# Elementaitasjön

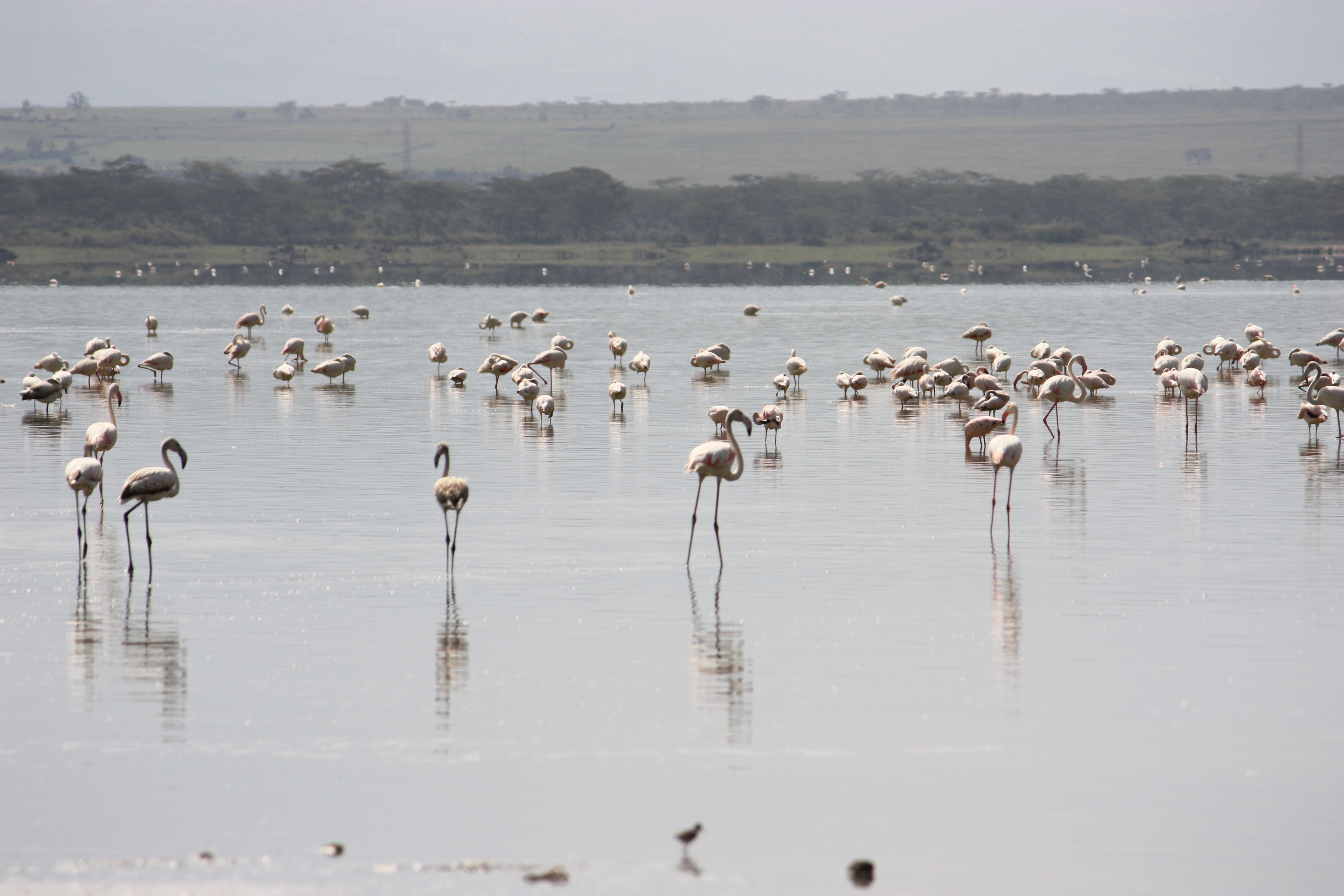
Flammingor i Elementaitasjön.

Elementaitasjön (av maa: muteita), även Elementeitasjön är en sodasjö i Rift Valley, Kenya. Sjön ligger mellan Naivashasjön och Nakurusjön, i det band av saltsjöar som löper genom Kenya i Östafrikanska gravsänkesystemet. Den är en av de mindre sjöarna, endast 18 km².
Hela sjön är extremt grund, i regel mindre än en meter.[källa behövs] Omkring två tredjedelar av sjöns strandlinjer ingår i Soysambu naturskyddsområde. Där lever cirka 10 000 däggdjur, däribland Rothschilds giraff, hägrar, leoparder, busksvin, schakaler, gaseller och  zebror. Vidare lever där 400 fågelarter, däribland flamingos. Sjön är klassad som världsarv samt är skyddad enligt Ramsarkonventionen.